# حمام ده‌نو
حمام دهنو مربوط به دوره صفوی - دوره قاجار است و در اصفهان، خیابان امام خمینی محله ده نو، روبروی مسجد قدیمی واقع شده و این اثر در تاریخ ۳۰ تیر ۱۳۸۴ با شمارهٔ ثبت ۱۲۱۲۳ به‌عنوان یکی از آثار ملی ایران به ثبت رسیده است.